# 廣西巡撫
廣西巡撫，明稱巡撫廣西地方，為明朝和清朝設立的一個巡撫職位。清朝该官职全称为“巡撫廣西等處地方提督軍務兼理糧饟加節制通省兵馬銜”。

## 沿革
- 正統元年，設立，轄區包括廣西全境，后撤銷。
- 正統十四年，恢復。
- 天順元年，罷免。
- 天順二年，與廣東巡撫合併為兩廣巡撫。
- 天順六年，自兩廣巡撫中分離，轄區包括廣西全境。
- 成化元年，再次與廣東巡撫合併為兩廣巡撫。
- 成化四年，分離。
- 成化六年，再次合併為兩廣巡撫。
- 嘉靖四十五年，自兩廣巡撫分離，此後不變。

## 歷任广西巡抚

### 清朝
- 郭肇基（1649年—1650年）
- 王一品（1650年—1651年）
- 陈维新（1652年—1654年）
- 于时跃（1655年—1661年）
- 屈尽美（1661年—1663年）
- 金光祖（1664年—1670年）
- 马雄镇（1670年—1674年）
- 陈洪明（1674年—1676年）
- 傅宏烈（1677年—1680年）
- 郝浴（1680年—1683年）
- 施天裔（1683年—1686年）
- 范承勋（1686年）
- 王起元（1686年—1699年）
- 彭鹏（1699年—1700年）
- 萧永藻（1700年—1706年）
- 梁世勋（1706年—1711年）
- 陈元龙（1711年—1718年）
- 宜思恭（1718年—1720年）
- 高其倬（1720年—1722年）
- 孔毓珣（1722年—1724年）
- 李紱（1724年—1725年）
- 鄂尔泰（1725年）
- 汪漋（1725年）
- 甘汝来（1725年）
- 韩良辅（1725年—1727年）
- 阿克敦（1727年）
- 祖秉圭（1727年—1728年）
- 金鉷（1728年—1736年）
- 杨超曾（1736年—1738年）
- 安图（1738年—1740年）
- 方显（1740年—1741年）
- 杨锡紱（1741年—1744年）
- 託庸（1744年—1746年）
- 鄂昌（1746年—1748年）
- 舒辂（1748年—1750年）
- 卫哲治（1750年—1751年）
- 定长（1751年—1752年）
- 李锡秦（1752年—1754年）
- 卫哲治（1754年—1755年）
- 鄂宝（1755年—1761年）
- 託庸（1761年）
- 熊学鹏（1761年—1762年）
- 馮鈐（1762年—1765年）
- 宋邦绥（1765年—1768年）
- 鄂宝（1768年）
- 钱度（1768年）
- 宫兆麟（1768年—1769年）
- 陈辉祖（1769年—1771年）
- 永德（1771年—1773年）
- 熊学鹏（1773年—1775年）
- 吴虎炳（1775年—1779年）
- 李世杰（1779年）
- 姚成烈（1779年—1781年）
- 朱椿（1781年—1783年）
- 刘峨（1783年）
- 孙士毅（1783年—1784年）
- 吴垣（1784年—1785年）
- 孙永清（1785年—1790年）
- 陈用敷（1790年—1794年）
- 姚棻（1794年—1795年）
- 成林（1795年—1797年）
- 台布（1797年—1799年）
- 谢启昆（1799年—1802年）
- 孙玉庭（1802年—1803年）
- 百龄（1803年—1804年）
- 孙玉庭（1804年—1805年）
- 汪日章（1805年—1806年）
- 恩长（1806年—1809年）
- 许兆椿（1809年）
- 钱楷（1809年—1810年）
- 成林（1810年—1814年）
- 台斐音（1814年—1815年）
- 庆保（1815年—1817年）
- 葉紹楏（1817年—1818年）
- 赵慎畛（1818年—1822年）
- 卢坤（1822年）
- 成格（1822年—1823年）
- 毓岱（1823年—1824年）
- 康绍镛（1824年—1825年）
- 苏成额（1825年—1830年）
- 祁𡎴（1830年—1833年）
- 惠吉（1833年—1836年）
- 梁章钜（1836年—1841年）
- 周之琦（1841年—1846年）
- 徐继畬（1846年）
- 郑祖琛（1846年—1850年）
- 周天爵（1850年—1851年）
- 邹鸣鹤（1851年—1852年）
- 劳崇光（1852年—1859年）
- 曹澍钟（1859年—1860年）
- 刘长佑（1860年—1862年）
- 张凯嵩（1862年—1867年）
- 郭柏荫（1867年）
- 苏凤文（1867年—1870年）
- 李福泰（1870年—1871年）
- 刘长佑（1871年—1875年）
- 严树森（1875年—1876年）
- 涂宗瀛（1876年—1877年）
- 杨重雅（1877年—1879年）
- 张树声（1879年）
- 庆裕（1879年—1882年）
- 倪文蔚（1882年—1883年）
- 徐延旭（1883年—1884年）
- 潘鼎新（1884年—1885年）
- 张曜（1885年—1886年）
- 沈秉成（1887年—1888年）
- 高崇基（1888年—1889年）
- 马丕瑶（1889年—1892年）
- 张联桂（1892年—1895年）
- 史念祖（1895年—1897年）
- 黄槐森（1897年—1901年）
- 于荫霖（1901年）
- 李经羲（1901年）
- 丁振铎（1901年—1902年）
- 王之春（1902年—1903年）
- 柯逢时（1903年—1904年）
- 李经羲（1904年—1905年）
- 林绍年（1905年—1906年）
- 柯逢时（1906年）
- 张鸣岐（1906年—1910年）
- 沈秉堃（1910年—1911年）